# Qyntel Woods
Qyntel Deon Woods (Memphis, 16 febbraio 1981) è un ex cestista statunitense, che giocava come ala piccola.

## Carriera

### NBA e minors
Comincia la usa carriera nei Portland Trail Blazers, dopo aver avuto una carriera di college esaltante, anche se in college di basso livello, ed essere stato scelto al numero 21 del Draft NBA 2002. A Portland Woods mostra un alto livello di atletismo e talento. Ma quelli erano i tempi dei cosiddetti "Jail Blazers", ovvero una squadra dal tasso di talento molto elevato, ma anche con un tasso elevatissimo di crimini e infrazioni commesse dai propri atleti, più abili a mettersi nei guai con la legge che mostrare le loro doti sul parquet. Purtroppo anche Qyntel mostra una certa indisciplina. Il culmine viene raggiunto nel 2004, quando un cane di Qyntel viene trovato con cicatrici che fanno pensare a battaglie clandestine tra cani. Immediatamente tagliato dai Blazers, non finiscono qui i suoi problemi, dato che nel processo per il cane di Qyntel, il suo avvocato gli fa causa perché non gli aveva pagato le parcelle. Comunque successivamente gioca per i Miami Heat e New York Knicks. Dopo aver militato in queste squadre gioca uno sprazzo di stagione ai Bakersfield Jam, in NBA Development League, ovvero la lega di sviluppo della National Basketball Association.

### L'arrivo in Europa: Olympiakos, Fortitudo e Prokom
Dopo un buon avvio ai Jam, viene messo sotto contratto dai greci dell Olympiakos. Qui Woods gioca abbastanza bene, ma mostra ancora il suo caratteraccio quando, prima di una partita della finale per il campionato ellenico, viene trovato positivo alla cannabis. Dopo l'esperienza in terra greca, firma per la Fortitudo Bologna. Anche qui Qyntel incomincia a mostrare un pessimo carattere, litigando con un tassista che aveva suonato il clacson, dato che l'atleta aveva parcheggiato in diagonale con la sua Mercedes noleggiata e in un parcheggio riservato ai mezzi pubblici.
Dopo una stagione altalenante alla Fortitudo, firma per i polacchi del Prokom Trefl Sopot., in Polonia viene nominato miglior ala del campionato e inserito nel miglior quintetto della stagione 2008-09.

## Statistiche

### NBA

#### Regular Season
| Anno      | Squadra             | PG  | PT | MP   | TC%  | 3P%  | TL%  | RP  | AP  | PRP | SP  | PP  |
| --------- | ------------------- | --- | -- | ---- | ---- | ---- | ---- | --- | --- | --- | --- | --- |
| 2002-2003 | Portland T. Blazers | 53  | 0  | 6,3  | 50,0 | 33,3 | 35,0 | 1,0 | 0,2 | 0,3 | 0,0 | 2,4 |
| 2003-2004 | Portland T. Blazers | 62  | 8  | 10,9 | 37,1 | 34,5 | 63,3 | 2,2 | 0,7 | 0,3 | 0,2 | 3,6 |
| 2004-2005 | Miami Heat          | 3   | 0  | 13,3 | 41,7 | -    | -    | 2,0 | 0,0 | 1,3 | 0,0 | 3,3 |
| 2005-2006 | N.Y. Knicks         | 49  | 16 | 20,7 | 50,8 | 36,7 | 64,5 | 3,9 | 1,0 | 0,7 | 0,3 | 6,7 |
| Carriera  | Carriera            | 167 | 24 | 12,3 | 45,2 | 35,7 | 60,3 | 2,3 | 0,6 | 0,4 | 0,2 | 4,1 |

#### Playoffs
| Anno     | Squadra             | PG | PT | MP  | TC%  | 3P% | TL%  | RP  | AP  | PRP | SP  | PP  |
| -------- | ------------------- | -- | -- | --- | ---- | --- | ---- | --- | --- | --- | --- | --- |
| 2003     | Portland T. Blazers | 4  | 0  | 4,5 | 33,3 | 0,0 | 50,0 | 0,5 | 0,0 | 0,0 | 0,0 | 1,8 |
| Carriera | Carriera            | 4  | 0  | 4,5 | 33,3 | 0,0 | 50,0 | 0,5 | 0,0 | 0,0 | 0,0 | 1,8 |

### Eurolega
| Anno      | Squadra     | PG | PT | MP   | TC%  | 3P%  | TL%  | RP  | AP  | PRP | SP  | PP   |
| --------- | ----------- | -- | -- | ---- | ---- | ---- | ---- | --- | --- | --- | --- | ---- |
| 2007-2008 | Olympiakos  | 23 | 22 | 24,3 | 47,2 | 36,5 | 78,7 | 4,0 | 1,2 | 0,8 | 0,1 | 10,7 |
| 2008-2009 | Arka Gdynia | 5  | 3  | 24,4 | 48,8 | 57,1 | 73,3 | 3,0 | 0,2 | 1,2 | 0,2 | 12,2 |
| 2009-2010 | Arka Gdynia | 20 | 10 | 31,5 | 47,9 | 31,9 | 76,5 | 6,2 | 2,4 | 1,0 | 0,4 | 16,8 |
| Carriera  | Carriera    | 48 | 35 | 27,3 | 47,7 | 35,8 | 76,9 | 4,8 | 1,6 | 0,9 | 0,3 | 13,4 |

## Palmarès

### Squadra
- Campionato polacco: 3

Prokom Gdynia: 2008-09, 2009-10, 2010-11

### Individuale
- Polska Liga Koszykówki MVP: 1

Prokom Gdynia: 2009-10